# The Band Concert
The Band Concert (El concierto de la banda) es un cortometraje animado dirigido por Wilfred Jackson, producido por Walt Disney Productions y estrenado el 23 de febrero de 1935.
En 1994 apareció en el tercer puesto de la lista 50 Greatest Cartoons, la cual se basó en los votos de aproximadamente 1000 personalidades de la industria de la animación.
Este cortometraje fue el primero protagonizado por Mickey Mouse hecho en Technicolor, y su segunda aparición en color tras la caricatura Parade of the Award Nominees (1932).

## Sinopsis
En el corto Mickey Mouse es el director de una orquesta al aire libre. La orquesta está tocando la obertura Guillermo Tell, pero aparece el Pato Donald (su tercera aparición en un dibujo animado de Mickey) vendiendo helados. Sin ser invitado, Donald toma su flauta y distrae a la banda tocando Turkey in the Straw. Mickey trata de detener a Donald destruyendo su flauta, pero el pato tenía varias guardadas.
Mientras continúa el cortometraje, la banda de Mickey toca "La Tormenta" y generan un verdadero tornado. A pesar de ser arrastrado por este, siguen tocando, incluso cuando caen sobre un árbol. Donald toca "Turkey in the Straw" nuevamente con otra flauta, al terminar un miembro de la banda le arroja una tuba.
La orquesta de Mickey está conformada por: Goofy (clarinete) y un personaje similar (Gideon Goat en algunos medios promocionales) (trombón), Clarabelle (flauta), Horace (percusión), Peter Pig (tuba) y Paddy Pig (trompeta).

## Videojuegos
The Band Concert fue la base, y el título de una etapa secreta, en el juego Mickey Mania: The Timeless Adventures of Mickey Mouse (para Super Nintendo, Sega Genesis, Sega CD y PlayStation [en esta versión recibió el nombre Mickey's Wild Adventure]).
En el jardín del Castillo Disney en Kingdom Hearts II, hay topiarios de los miembros de la banda, pero sin los personajes de Mickey, Donald y Goofy.